# Herbert Exenberger

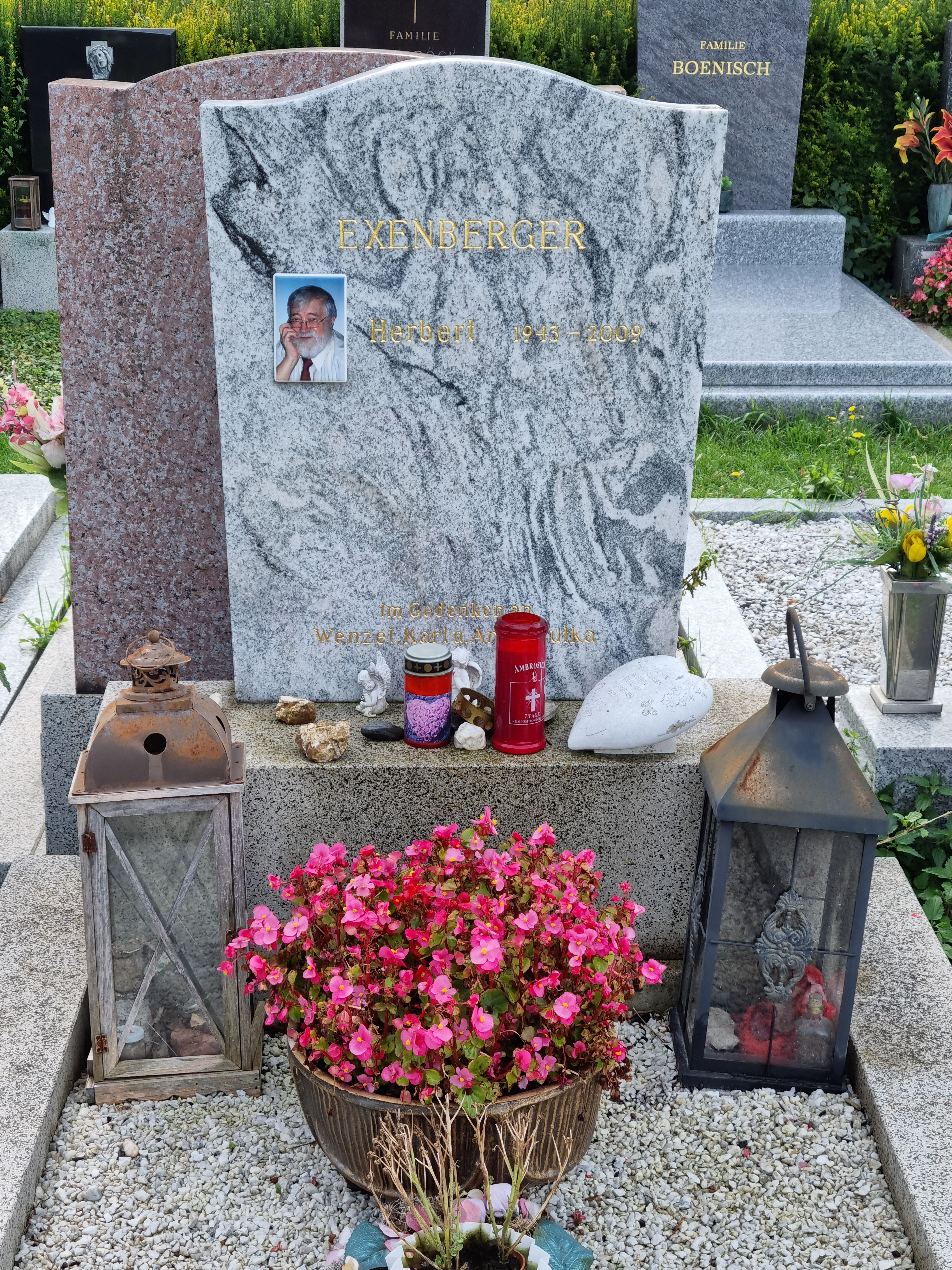
Grab von Herbert Exenberger am Inzersdorfer Friedhof

Herbert Exenberger (* 14. August 1943 in Wien; † 8. Oktober 2009 ebenda) war ein österreichischer Bibliothekar und Publizist.

## Leben
Herbert Exenberger erlernte den Beruf eines Elektromechanikers und arbeitete zunächst bei den Wiener Elektrizitätswerken. Er schlug dann den zweiten Bildungsweg ein, absolvierte die Prüfung für Volksbibliothekare und wurde Leiter einer Zweigstelle der Wiener Städtischen Büchereien. Von 1970 bis zu seiner Pensionierung 2003 war er Bibliothekar des Dokumentationsarchivs des österreichischen Widerstandes (DÖW), wo er die Bibliothek zu einer umfassenden Fachbibliothek ausbaute.
Daneben war Exenberger in der Volks- und Erwachsenenbildung tätig; unter anderem hielt er zahlreiche Vorträge über zeitgeschichtliche Themen und gestaltete zeitgeschichtliche Ausstellungen. Er setzte sich in zahlreichen Publikationen insbesondere mit der Geschichte der Juden und mit den NS-Opfern auseinander, die er so ins Bewusstsein zurückrief. Exenberger sammelte zu den Mitgliedern der Vereinigung sozialistischer Schriftsteller. Von vielen „der SchriftstellerInnen existierte kein Nachlass, somit ist de facto die Sammlung Exenbergers der einzige Ort, wo gesammelt ist, was irgend von ihnen auffindbar war“.
Exenberger engagierte sich beim Bund sozialdemokratischer Freiheitskämpfer, Opfer des Faschismus und aktiver Antifaschisten; er gehörte dessen Bundesvorstand an und war stellvertretender Vorsitzender der Bezirksorganisation Brigittenau der Freiheitskämpfer. Außerdem war er ehrenamtlicher Mitarbeiter des Bezirksmuseums Simmering, gehörte seit der Gründung dem Vorstand des Restituta-Forums an und war maßgeblich an der Gestaltung der Restituta-Dokumentation Glaube gegen NS-Gewalt im Wiener Hartmannspital beteiligt.
Exenberger wurde am Inzersdorfer Friedhof (Gruppe 4D, Reihe 5, Nummer 9) in Wien bestattet. Ein Großteil seines privaten Archivs ist seitdem in jenem der Theodor Kramer Gesellschaft und des DÖWs untergebracht.

## Ehrungen und Auszeichnungen
Herbert Exenberger wurde für seine Arbeiten mehrmals ausgezeichnet, er erhielt unter anderem den Förderungspreis für Volksbildung und den Victor-Adler-Staatspreis.
- 1991: Willy und Helga Verkauf-Verlon Preis
- 1997: Verleihung des Berufstitels Professor
- 2001: Preis für Zivilcourage des SPÖ-Bezirksfrauenkomitees
- 2003: Goldenes Verdienstzeichen des Landes Wien[3]
- 2010: Goldenes Ehrenzeichen des Bundesverbandes der Israelitischen Kultusgemeinden Österreichs (posthum am 27. Mai)
- 2011: Benennung des Exenbergerwegs in Simmering

## Publikationen (Auswahl)

### Autor
- Gleich dem kleinen Häuflein der Makkabäer. Die jüdische Gemeinde in Simmering 1848–1945. Mandelbaum, Wien 2009, ISBN 978-3-85476-292-8
  - Rezension. Heimo Gruber: Die jüdische Gemeinde in Simmering. Herbert Exemberger. in Zs. "Zwischenwelt" 26. Jg. H. 3/4, Dez. 2009, S. 60f. (mit Foto der Buchpräsentation)
- Josef Hindels: Mit der Feder und dem Wort. Eine Bibliographie. Hrsg.: Bund Sozialdemokratischer Freiheitskämpfer, Opfer des Faschismus und aktiver Antifaschisten, Wien 2006, ohne ISBN. (Mit biografischem Beitrag von Georg Scheuer)
- Gedenken und Mahnen in Wien 1934–1945. Gedenkstätten zu Widerstand und Verfolgung, Exil, Befreiung. Eine Dokumentation. 1. Auflage, Hrsg.: Dokumentationsarchiv des österreichischen Widerstandes DÖW, Deuticke, Wien 1998, ISBN 3-216-30330-6. (Mit: Heinz Arnberger u. a.)
- Kündigungsgrund Nichtarier. Die Vertreibung jüdischer Mieter aus den Wiener Gemeindebauten in den Jahren 1938–1939. Picus, Wien 1996, ISBN 3-85452-292-4 (Mit: Johann Koss & Brigitte Ungar-Klein)
- Antifaschistischer Stadtführer. 2. Auflage, Hrsg. und Verlag: Wiener Bildungsausschuss der SPÖ, Wien 1986, ohne ISBN

### Herausgeber
- Als stünd’ die Welt in Flammen. Eine Anthologie ermordeter sozialistischer SchriftstellerInnen. Mandelbaum, Wien 2000, ISBN 3-85476-037-X
- Sozialistische Flugschriften 1934–1938. Flugblätter, Bücher, Broschüren, Tarnbroschüren, Streu- und Klebezettel. Hg. & Verlag Dokumentationsarchiv des österreichischen Widerstandes DÖW, Wien 1979, ohne ISBN
- Franz Sachs: „Ich glaube, ich hätte noch viel leisten können …“. Aufzeichnungen eines österreichischen Freiheitskämpfers. DÖW, Wien 1972, ohne ISBN. (Mit Selma Steinmetz)